# Henry Rubin
Henry S. Rubin (né en 1966) est un sociologue américain, connu pour son travail sur la transidentité.

## Jeunesse et éducation
Rubin a obtenu un baccalauréat en Arts en 1988 de l'université de Californie, et un master ainsi qu'un doctorat en sociologie de l'université de Brandeis, en 1996. 

## Carrière
Après des conférences à l'université de Harvard,  de 1996 à 2000, Rubin a servi un an en tant qu'assistant professeur à l'université Clark à Worcester en 2000, et à l'université de Hamilton en 2001. Il a été nommé à l'université de Tufts dans le département « médias et communications » de 2002 à 2005, travaillant comme analyste de recherche à l'université de Harvard pendant ce temps. Après une année en poste de coordonnateur des programmes à l'université de Fenway en 2005, Rubin a accepté un poste de professeur à l'université Quincy à Quincy en 2007.
Le travail de Rubin explore les tensions politiques qui émergent des visions différentes du monde, et des identités au sein de la communauté LGBT.
Rubin est connu pour sa position selon laquelle la division la plus significative ne se situe par entre les queers et les communautés transsexuelles, mais entre les communautés transgenres et transsexuelles[à développer].
Il a également étudié la façon dont la « logique de traitement » était différente pour les hommes trans et les femmes trans, résumant l'utilisation à présent obsolète de la castration chimique des personnes female-to-male. Rubin est un chef de file du mouvement transgenre qui prend de la distance avec les intérêts politiques transsexuels, le faisant de plus en plus s'aligner au mouvement queer.